# Ratcliffe on the Wreake
Ratcliffe on the Wreake est une paroisse civile et un village du Leicestershire, en Angleterre.